# آدولف ریموند
آدولف ریموند (آلمانی: Adolphe Reymond; ۴ سپتامبر ۱۸۹۶ – ۷ مارس ۱۹۷۶) بازیکن فوتبال اهل سوئیس بود.
از باشگاه‌هایی که در آن بازی کرده‌است می‌توان به باشگاه فوتبال سروت ۱۸۹۰ اشاره کرد.